# Estació d'esquí Port Ainé
L'Estació d'esquí Port Ainé, sovint denominada simplement Port Ainé, és una estació d'esquí alpí situada en el terme municipal de Rialp, a la comarca del Pallars Sobirà.
Els darrers anys es fusionà amb Espot Esquí i Tavascan Pleta del Prat i crearen el domini esquiable Skipallars (Gran Pallars), que aglutina les tres estacions obertes de la comarca.
Des de l'any 2011, forma part del grup FGC (Ferrocarrils de la Generalitat de Catalunya), juntament amb Espot, La Molina (estació d'esquí), Vall de Núria (estació d'esquí) i Vallter 2000. Comparteixen un forfet de temporada conjunt.